# Alberto Del Rio
Alberto Del Rio   (San Luis Potosí, 25 de maig de 1977) sobrenom de Jose Alberto Rodríguez Del Rio és un lluitador professional mexicà que treballa a la World Wrestling Entertainment, competint a la seva marca Smackdown live. Abans de firmar amb la WWE va lluitar en empreses mexicanes on era conegut com a Dos Caras, Jr. Dins dels seus triomfs cal destacar que és el guanyador del Royal Rumble (2011), que comptava per primer cop a la història amb 40 participants. L'any 2017 va abandonar definitivament la companyia.